# Quimbiri
Quimbiri (Kimbiri), jedna od skupina Campa Indijanaca koji su živjeli u dolini rijeke Apurimac u Peruu. Govorili su istoimenim jezikom ili dijalektom quimbiri. Rivet ih klasificira u Tšontikiro (Chintaquiro), termin koji koristi kao sinoni za Piro i Campa.
Naziv quimbiri (što je i ime rijeke) dolazi od kimpiri u značenju “rio que lleva piedras”.